# Български захарни фабрики и рафинерии
„Български захарни фабрики и рафинерии“ (на френски: Sucreries Raffineries Bulgares) е белгийска компания, която развива основната си дейност в България от 1897 до 1916 г.
През март 1895 г. белгийските предприемачи Люсиен Дирикс, Гюстав Дорзе и Йозеф ван Зюйлен получават от българското правителство 10-годишна концесия за отглеждане на захарно цвекло в Софийско, Кюстендилско и Трънско. Получават и други преференции по Закона за насърчаване на местната индустрия – освобождаване от някои данъци и от мита за внасяното оборудване, отстъпки за превозите с „Български държавни железници“ и други. През 1897 г. концесията им е удължена и им е определена субсидия от 5 лева на тон преработено цвекло.
Това е един потенциално много доходоносен и мащабен бизнес, тъй като до войните годишната консумация на захар в страната достига 15 000 тона, а държавните протекции дават редица предимства на първия местен производител.
През май 1897 г. в Брюксел е основано акционерното дружество „Български захарни фабрики и рафинерии“, което поема правата на концесионерите. Основен акционер в него е групата „Солвей“, ръководена от Ернест Солвей. На 28 ноември 1898 г. в присъствието на княз Фердинанд I е открита Захарната фабрика в София. По онова време тя е най-голямото промишлено предприятие в страната. Фабрика се намира на няколко километра извън тогавашните граници на града покрай железопътната линия София-Кюстендил като специално за предприятието е изградена собствена жп линия и допълнителна железопътна инфраструктура. Направени са значителни инвестиции в сгради – предприятието се състои от 21 сгради с обща застроена площ от над 120 000 кв. метра. Вложено е много и в оборудване, включително чрез покупката на 10 големи парни двигателя от Белгия с мощност от над 1200 конски сили на стойност от почти 2 млн. лева.
Технологията на производството във фабриката е с изразена сезонност. През активния период от октомври до март броят на заетите е от 500 до 1200 души, а през останалото време – 150 души. Капацитетът на фабриката е 7 хиляди тона рафинирана захар годишно, но максималното достигнато количество е 5 хиляди тона. Пазарният дял на предприятието достига до 20%. Основен проблем пред работата на фабриката е липсата на суровини. Компанията организира цвеклопроизводство, като раздава за временно ползване работен инвентар и семена.
Важна последица от дейността на фабриката е въвеждането на една нова индустриална култура като захарното цвекло, която осигурявала алтернатива, а и в определени случаи и по-висок рандеман от традиционните зърнени култури. Фабриката преработва основно захарно цвекло от Софийския и околните окръзи и за производството си изкупува значителни количества въглища от Мини Перник, което определя комплексното ѝ значение за стопанското развитие на страната.
Към 1916 г., след влизането на България в Първата световна война, компанията продава концесиите си и се изтегля от страната.